# OGLE-TR-132
OGLE-TR-132は、りゅうこつ座の方角にある16等級の恒星である。りゅうこつ座V742星という変光星名も付与されている。約7,100光年と非常に遠い距離にあり、また込み合った場所にあるため、目立たない。スペクトル型はF、金属量に富んだ恒星であり、太陽よりも若干熱く明るい。
| 太陽 | OGLE-TR-132 |
| ---- | ----------- |
| 太陽 | Exoplanet   |

## 惑星系
2003年、OGLE計画によって、この恒星の光度曲線が周期的に変化する様子が検出された。これは、惑星程度の大きさの天体が通過していることを示している。低質量の赤色矮星や褐色矮星の通過でも同様の現象が起こるため、視線速度を測定することで天体の質量を計算した。その結果、2004年にこの天体は新しい太陽系外惑星OGLE-TR-132bであることが明らかとなった。
| 名称 （恒星に近い順） | 質量                | 軌道長半径 （天文単位）   | 公転周期 (日) | 軌道離心率 | 軌道傾斜角      | 半径                |
| --------------------- | ------------------- | ------------------------- | ------------- | ---------- | --------------- | ------------------- |
| b                     | 1.18 +0.14 −0.13 MJ | 0.03035 +0.00057 −0.00053 | 1.689868      | 0          | 83.4 +2.9 −1.3° | 1.20 +0.15 −0.11 RJ |